# رجل دين كاثوليكي
رجل الدين الكاثوليكي (بالإسبانية: clérigo)‏ مصطلح يعود لأصل يوناني قديم klerikos، وهو مرادف لمصطلح eclesiástico، وتعني إكليركي أي رجل الكنيسة (ولا يجب الخلط بينها وبين سفر يشوع بن سيراخ بالمصطلح نفسه). ويدرج تحتها كل رتب رجال الدين المسيحية.
من المهم التأكيد أيضا على أن المصطلح لا يقتصر في الإسبانية على رجل الدين في المسيحية إذ تتعدد معانيه في الأديان المختلفة، فقد يستخدم للإشارة إلى رجل دين في الإسلام أيضاً. وفي القانون الحالي للكنيسة الكاثوليكية، يطلق كلمة رجل دين على الشخص الذي ينضوي تحت قانون الكنيسة حتى لو كان في أقل رتبة كنسية.
في قانون الكنيسة القديم، يعبر رجل الدين عن وفائه وإيمانه عن طريق حلاقة شعره، بما فيهم
الشمامسة والكهنة والأساقفة. في الوقت الراهن، اختفى قانون حلاقة الشعر، لأن الأيمان يكون لحظة تلقي الأمر المقدس بدءا من رتبة كاهن.
خلال العصور الوسطى، كان رجال الدين يتنقلون بين القرى النائية لتثقيف الناس وتعليمهم الدين والأخلاق، واستعملوا لذلك اللغة الرومانسية العامية لتحقيق أهدافهم، وقد أطلق على هذا النشاط اسم «أدب رجال الدين Mester de clerecia».

## أنواع رجال الدين
- رجل دين بابوي: من حصل على شرف تعييه للخدمة في قصر البابا.
- رجل دين بتاج: يجب أن يحلق شعره أولا.
- رجل دين من الرتب العليا: وهو الذي تلقى ثلاثة أوامر عليا، وهم: مساعد الشماس، الشماس، كاهن فما فوق.
- رجل دين من الرتب السفلى: وهو الذي تلقى بعض أو كل الأوامر السفلى، وهم: الخادم، القارئ، طارد الأرواح الشريرة، قندلفت.
- رجل دين للقُدَّاس، وهم: الكاهن أو القس.[1]

وفي كتاب علم الاشتقاق الذي ألفه في القرن السابع القديس إيزيدور الإشبيلي أنه يطلق بشكل عام اسم رجل دين على جميع الأشخاص الذين يشغلون وظيفة في كنيسة «يسوع» أما درجاتهم ومسمياتهم فهي كالتالي:
- الخادم
- ناظم الترانيم
- قارئ
- طارد الأرواح الشريرة
- قندلفت
- مساعد الشماس
- الشماس
- الكاهن
- الأسقف

## تعابير ذات صلة
clérigo de misa y olla وتعني «راهب في القُدَّاس وعلى المائدة».